# Hanna Konieczna
Hanna Konieczna – polska piosenkarka występująca m.in. z zespołami Skaldowie i Tajfuny. Wyróżniona na festiwalu piosenki w Opolu w 1963 (wykonywała wtedy piosenkę J.Kaszyckiego i T. Śliwiaka "Jeśli chcesz, proszę wstąp") oraz w 1967 W 1985 odznaczona Medalem 40-lecia PRL.
Była żona aktora Gustawa Krona (od 1972 do 1978).